# 李景晟
李景晟（1906年—1976年），字真一，男，安徽舒城人，中国有机化学家、高分子化学家、化学教育家，曾任南京大学教授。